# Kohistan (huyện), Badakhshan
Kohistan là một huyện thuộc tỉnh Badakhshan, Afghanistan. Dân số thời điểm năm 1999 là -12,1 người.